# Beltracchi – Die Kunst der Fälschung
Beltracchi – Die Kunst der Fälschung ist ein 2014 produzierter deutscher Dokumentarfilm des Kölner Regisseurs Arne Birkenstock (Sound of Heimat – Deutschland singt, 12 Tangos, Chandani und ihr Elefant). Kameramann war Marcus Winterbauer, der bereits bei den Kino-Dokumentarfilmen Sound of Heimat – Deutschland singt, Chandani und ihr Elefant, Rhythm Is It! und Full Metal Village die Kamera führte. Für den Schnitt zeichnete Katja Dringenberg (Black Box BRD, Winterschläfer, Die tödliche Maria, Max Ernst: Mein Vagabundieren – Meine Unruhe) verantwortlich. Der Film wurde von den Kölner Produktionsfirmen Fruitmarket Kultur und Medien und Tradewind Pictures in Zusammenarbeit mit Global Screen und Senator Entertainment produziert und von der Filmstiftung Nordrhein-Westfalen, dem Deutschen Filmförderfonds und dem Beauftragten der Bundesregierung für Kultur und Medien gefördert. Er startete am 6. März 2014 im Verleih der Edition Senator in den deutschen Kinos. DVD, BluRay und VoD des Films erschienen in Deutschland am 26. September 2014, seine internationale Premiere hatte der Film 2014 auf dem World Film Festival in Montréal.

## Inhalt
In dem Dokumentarfilm werden der Kunstfälscher Wolfgang Beltracchi und seine Frau Helene porträtiert, die den größten Kunstfälschungsskandal der Nachkriegszeit zu verantworten haben. Im Film führt Beltracchi seine Fälschungstechnik vor und auch, wie mittels der von ihnen erfundenen Sammlung Jägers falsche Provenienzen für die Fälschungen geschaffen wurden. Der Film lässt dem Fälscher viel Raum und zeigt sowohl seine handwerkliche und kunsttechnische Versiertheit, aber auch seine Überheblichkeit gegenüber den Künstlern, die er gefälscht hat. Zu Wort kommen auch Opfer und Gegner der Beltracchis, wie das belgische Sammlerehepaar Ommeslaghe, der britische Kunsthändler James Roundell, der Inhaber des Auktionshauses Lempertz in Köln, Henrik Hanstein, die Genfer Galeristin Sofia Komarowa und der ermittelnde Kriminalbeamte René Allonge. In einem Archivausschnitt aus dem Film Max Ernst: Mein Vagabundieren – Meine Unruhe von Peter Schamoni kommt mit Max Ernst auch einer der vom Beltracchi gefälschten Künstler zu Wort. Der Film setzt sich kritisch mit der Mitverantwortung des Kunstmarktes für den Beltracchi-Skandal auseinander, zeigt aber auch den Fälscher in zwar humorvoller, doch zugleich – insbesondere in den Gesprächen mit dem Kunsthistoriker Henry Keazor zu Beginn und gegen Ende des Films – in selbstentlarvender Manier.

## Kritiken und Auszeichnungen
Die Deutsche Filmakademie zeichnete Beltracchi – Die Kunst der Fälschung am 9. Mai 2014 mit dem Deutschen Filmpreis als „Bester Dokumentarfilm“ aus.
Der Verband der deutschen Filmkritik nominierte den Film 2015 als einen von fünf Filmen in der Kategorie „Bester Dokumentarfilm“ für den Preis der deutschen Filmkritik
Beltracchi – Die Kunst der Fälschung startete am 6. März 2014 bundesweit mit 27 Kopien. Da der Regisseur des Films Arne Birkenstock der Sohn des Beltracchi-Anwalts Reinhard Birkenstock ist, wurde das Projekt von Presse und Kritik schon während seiner Produktion sehr kritisch begleitet. Einige Kunst- und Kunstmarktjournalisten, wie Rose-Maria Gropp in der Frankfurter Allgemeinen Zeitung, unterstellen dem Filmemacher eine zu große Nähe und Parteilichkeit und werfen dem Film fehlende investigative Recherchen gegen die Beltracchis vor: „Ein solcher Film – wenn überhaupt angebracht – hätte knallhart jene Hintergründe bloßlegen müssen, die im durch einen ‚Deal‘ zwischen Staatsanwalt und Angeklagten abgekürzten Prozess vor nun zwei Jahren im Dunkeln geblieben sind. Stattdessen insinuiert schon der Titel ‚Beltracchi – Die Kunst der Fälschung‘ eine angesichts von rechtskräftig verurteilten Verbrechern und ihren Aktivitäten eigenartige Sympathie für den Betrug an sich, als gäbe es hier etwas Erstrebenswertes zu lernen.“
Viele Filmkritiker hingegen, wie Anke Groenewold in der Neuen Westfälischen Zeitung, betonen die unterhaltenden und dokumentarischen Qualitäten des Werkes: „Beltracchi begreift den Film als seine Bühne, auf der er sich großspurig inszeniert. (…) Der Regisseur mag der Sohn des Beltracchi-Verteidigers sein, aber man kann ihm nicht vorwerfen, die Arbeit seines Vaters mit filmischen Mitteln fortzusetzen. Er verzichtet auf Kommentare, montiert aber entlarvend.“ Auch Christiane Meixner betont im Tagesspiegel: „(Beltracchi) soll denn auch unzufrieden sein mit seiner 90-minütigen (Selbst-)Darstellung im Film. Der demontiert den 63-Jährigen allerdings so leise und sukzessiv, dass es dem Zuschauer zunächst fast entgeht. Etwa wenn der Fälscher sich vehement dagegen wehrt, dass die Idee das eigentliche geistige Kapital eines Künstlers sei. (…) Birkenstock deckt Widersprüche und Unwahrheiten vielmehr mit den Mitteln der Montage auf. (…) Der Film steckt voller unbequemer Querverweise zur Frage, weshalb sich der Kunstbetrieb derart narren ließ. Das macht ihn sehenswert.“
Rüdiger Suchsland schreibt für den Filmdienst: „Es ist das Verdienst von Arne Birkenstock, dass er diese komplexe Materie zugänglich macht und ihre verschiedenen Aspekte bündelt, ohne einzelne Facetten zu unterschlagen oder einseitig zu privilegieren. Es gelingt Birkenstock, unparteiisch zu bleiben, was sicher nicht einfach war, denn der Filmemacher hatte als Sohn von Beltracchis Anwalt mit persönlichen Anfeindungen und Unterstellungen zu kämpfen, obwohl gerade die persönliche Brücke ihm den Zugang zu Beltracchi erst verschaffte. (…) Man begegnet einem hochbegabten Schelm zwischen charmanter Chuzpe und kriminellem Instinkt, einem Anarchisten, der die Lebenslügen des Kunstbetriebs entlarvt. Der Film ist nicht unkritisch, hält Distanz, bleibt jedoch einfühlend.“
Suchsland nahm die vehemente Kritik aus dem Kunstjournalismus an dem Film auch zum Anlass, in seiner Kolumne auf artechok.de zu hinterfragen, dass in vielen Redaktionen nicht die Filmspezialisten, sondern die Journalisten anderer Ressorts von ihren Redaktionsleitungen mit der Rezension von Dokumentarfilmen beauftragt werden: „Überraschend ist für den, der den Film gesehen hat, nicht unbedingt, dass er bei manchen auf heftige Ablehnung stößt. Überraschend ist aber sehr wohl, wie einhellig und hysterisch im Ton diese Ablehnung ist und wie falsch sich hier oft die Redaktionsleitungen verhalten. Falsch ist erst einmal etwas Grundsätzliches, das immer wieder geschieht, wenn es um Kino geht: Die Tatsache, dass die Filmkritik auf stillem Weg ausgeschaltet wird, wenn ein Film scheinbar von einem ‚Thema‘ handelt. Wie oft hat man das erlebt: Handelt ein Film von Fußball oder Bobfahren, schreibt plötzlich der Sportreporter die Filmkritik, geht es um einen Komponisten, darf der Musikredakteur ran, bei Ziemlich beste Freunde die Frankreich-Korrespondentin oder die Literatur-Redakteurin, die Romanistik studiert hat, bei Die Mühle und das Kreuz die Kunstredakteurin und bei Harry Potter die Modefachfrau, die einfach Fan ist.“
Dorothea Hülsmeier bespricht den Film für die Deutsche Presse-Agentur eher positiv: „Der Film ist weder Verherrlichung noch Verdammung Beltracchis. Und er ist streckenweise spannend wie ein Krimi. (…) Die Kamera, meisterhaft geführt von Marcus Winterbauer (‚Rhythm is it!‘), umkreist Beltracchi immer wieder vor der Staffelei, konzentriert sich auf seine ruhige Hand.“ Auch andere Medien betonen vielfach den hohen Unterhaltungswert des Films. So schreibt Magali-Ann Thomas für den Bayerischen Rundfunk: „Der Film macht Spaß, weil einen anarchistischen Kern pflegt. Weil er von Menschen erzählt, die sich ihre eigenen Schlupflöcher gesucht haben, um Einzelne um Millionen zu erleichtern, aber auch gleichzeitig vorführen, dass Kunst ein relativer Begriff ist. (…) Regisseur Arne Birkenstock hat seinen Film angelegt wie ein Popkunstwerk: es ist bunt, es ist spritzig und immer auch witzig. (…) Amüsanter Dokumentarfilm über den Kunstfälscher Wolfgang Beltracchi und seine Frau. Ein bisschen Porträt, ein bisschen Anleitung zum Kunstfälschen und vor allem ein sehr menschlicher Blick auf den überhitzten Kunstmarkt.“
In der Online-Ausgabe von art – Das Kunstmagazin verteidigt auch der Kunstjournalist Daniel Böse das Vorgehen des Regisseurs bei den Dreharbeiten mit Beltracchi und erwidert auf die Vorwürfe der FAZ: „Rose-Maria Gropp, Feuilleton-Redakteurin und verantwortlich für den Kunstmarkt, wirft dem Film mangelnden Aufklärungswillen vor. Das ist ein merkwürdiges Missverständnis: Warum soll ein Film das tun, was die Richter nicht getan haben? Was die Journalisten Stefan Koldehoff und Tobias Timm in ihrem preisgekrönten Buch ‚Falsche Bilder. Echtes Geld‘ schon getan haben? Und was das ‚FAZ‘-Feuilleton, für das Rose-Maria Gropp schreibt, auch jetzt, über zwei Jahre nach Urteilsverkündung, sieben Tage die Woche veröffentlichen könnte. Denn natürlich gibt es da noch Dinge aufzuklären. Die ‚FAZ‘ selbst ist ja auf problematische Weise in den Fall verwickelt: Durch den verkürzten Prozess wurde eben gerade nicht geklärt, wie genau Werner Spies, Max-Ernst-Experte und seit 40 Jahren Autor der ‚FAZ‘, in den Betrug verwickelt war. Der Kern des Missverständnisses ist es, vom Film eine Aufklärung oder eine explizite Verurteilung zu erwarten. Als ob Beltracchi nicht schon von einem Richter zu sechs Jahren Gefängnis verurteilt worden wäre. Oder man von einem Kinofilm einen aburteilenden Kommentar im Voice-Over erwarten würde wie von einem Redakteur bei einer Doku der Öffentlich-Rechtlichen. Arne Birkenstock hatte gute Gründe, den Film so zu machen, wie er ist. Und wer sich für Kunst interessiert, hat Gründe, sich den Film unbedingt anzusehen.“
Insgesamt bleiben die Reaktionen auf den Film jedoch geteilt.